# 墓田桂
墓田 桂（はかた けい、1970年2月13日 - ）は日本の政治学者。専門は国際政治学および安全保障研究。成蹊大学教授。公法学博士（Docteur en Droit Public）。

## 来歴
1970年富山県に生まれる。フランス国立ナンシー第二大学より公法学博士の学位取得。外務省勤務を経て、2005年より成蹊大学文学部国際文化学科で教鞭をとる。2008年同大学准教授、2015年同大学教授。同大学学長補佐（2018年度）。その間、アテネオ・デ・マニラ大学およびオックスフォード大学にて客員研究員、法務省にて難民審査参与員を務めた。

## 著書

### 単著
- 『国内避難民の国際的保護 ―越境する人道行動の可能性と限界』勁草書房、2015年11月、ISBN	9784326602865
- 『難民問題―イスラム圏の動揺、EUの苦悩、日本の課題』中央公論新社、2016年9月、ISBN	9784121023940

### 共著
- 『難民・強制移動研究のフロンティア (成蹊大学アジア太平洋研究センター叢書)』現代人文社、2014年4月、ISBN	9784877985783
- Indo-Pacific Strategies: Navigating Geopolitics at the Dawn of a New Age, Routledge, First published 2021, ISBN  9781032057668

### 担当執筆
- 「大災害と国際協力」研究会 著、明石康、大島賢三 監修、柳沢香枝 編『大災害に立ち向かう世界と日本 ―大災害と国際協力』佐伯印刷、2013年3月、ISBN	9784905428350 (担当:共著, 範囲:「災害対応の法的側面と様々な基準―「国際災害対応法」の展開を念頭に」など)
- 『平和を考えるための100冊+α』日本平和学会 編、2014年1月、ISBN	9784589035660（担当範囲:「『紛争と難民　緒方貞子の回想』 武力紛争に際して人道主義をいかに実現するか ―UNHCRの模索」）
- 「序論 ―安全保障の課題としての越境・難民問題」『国際安全保障』（特集「越境・難民をめぐる政治力学」）第46巻第4号、2019年3月